# Hit Connection
 (septembre 2014).
Si vous disposez d'ouvrages ou d'articles de référence ou si vous connaissez des sites web de qualité traitant du thème abordé ici, merci de compléter l'article en donnant les références utiles à sa vérifiabilité et en les liant à la section « Notes et références ».
Hit Connection est une compilation musicale issue de l'association de plusieurs labels et distribuée principalement en Belgique qui a vu le jour en 1984 et qui est toujours distribuée.

## Description
Initialement produite au rythme de deux volumes par an, cette compilation sort tous les trois mois depuis 1995 (à confirmer) et un double CD Best of est édité en fin de chaque année depuis 1998.
Les premières années, la numérotation était assez difficile à suivre : le premier volume de l'année s'intitulait Hit Connection et le second s'intitulait Hit Connection suivi de l'année (par exemple Hit Connection 88). À partir du deuxième volume de 1994, une numérotation plus détaillée a vu le jour.
Le premier volume (connu) sorti sur un support CD est celui de 1987.